# 플리거파우스트

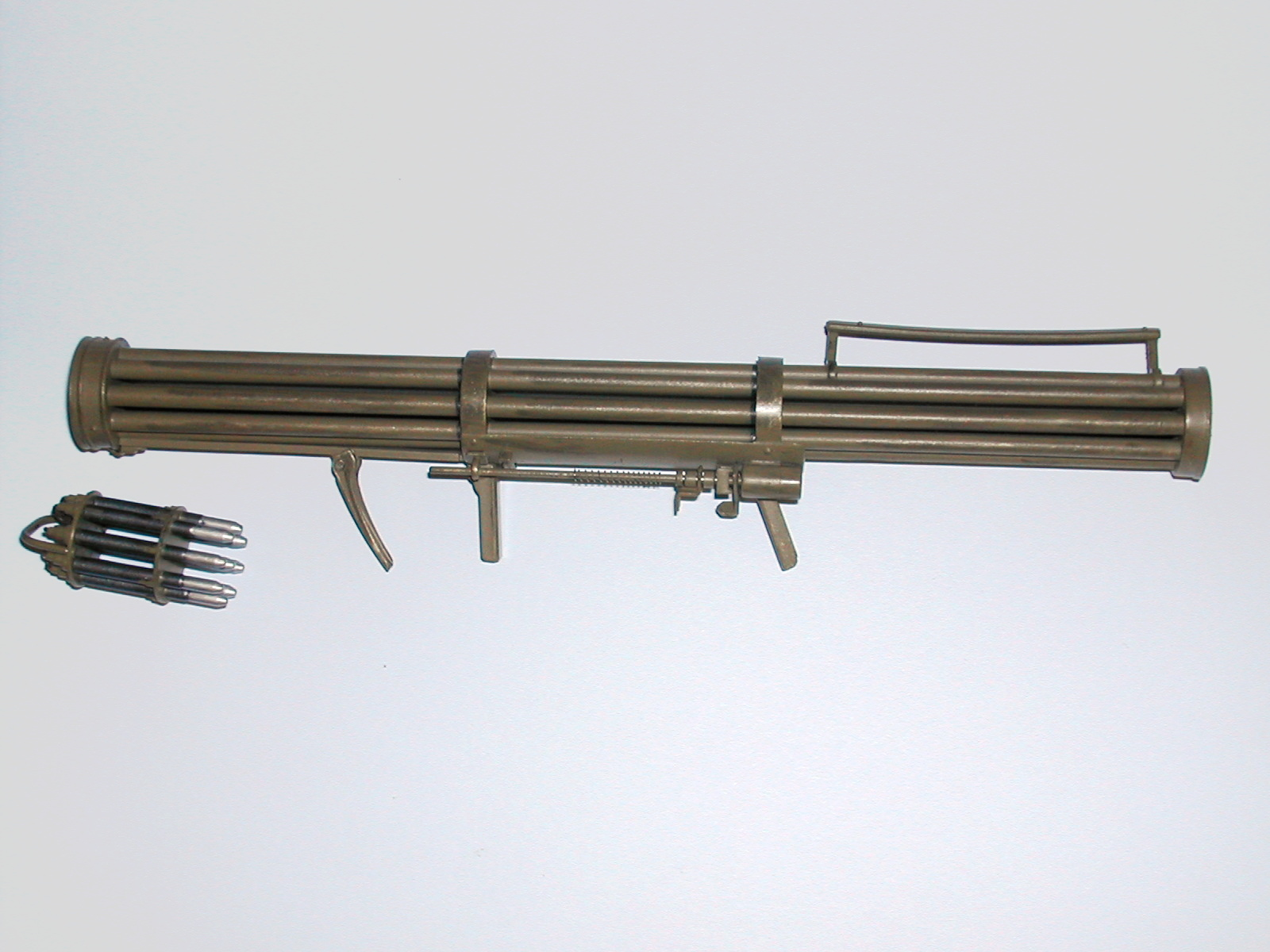

플리거파우스트(Fliegerfaust)는 나치 독일이 개발한 휴대용 대공 화기이며, 휴고 슈나이더 AG에서 1945년에 생산을 시작하였다.

## 상세
A형, B형이 생산되었으며 프로토타입에서 그친 30mm 구경 버전이 있다.
- A형은 4개의 20mm 총열을 묶어둔 형태였으며, 격발시 작은 로켓탄을 각 총열에서 동시 발사했다. 이 로켓탄은 무게가 90g이었으며 19g의 장약이 들어갔다.
- B형은 A형과 구경은 같았으나 총열이 총 9개였다. 길이는 150cm에 무게는 장전시 6.5kg. 한꺼번에 9발을 전탄 발사하면 탄들이 서로 격발시킬 우려가 있었기 때문에 4발이 먼저 발사되고 0.1초 딜레이 후 나머지 5발이 발사되었다. 다만 각 발당 2초 간격을 두고 따로따로 발사되었다는 자료도 있다.
- 30mm 버전은 말 그대로 구경을 늘려 출력을 상승시킨 버전으로 양산되지 못하였다. 총열은 6개.

## 같이 보기
- 판처파우스트